# Brúnahlíð
Brúnahlíð – miejscowość w północnej Islandii, w pobliżu ujścia rzeki Eyjafjarðará do fiordu Eyjafjörður, położone po przeciwnej stronie doliny niż Akureyri i port lotniczy Akureyri. Koło niej przebiega przez nią droga nr 829. Na początku 2018 roku zamieszkiwało ją 85 osób.